# Висока нагорода
«Висока нагорода» (рос. Высокая награда) — радянський чорно-білий художній фільм, знятий режисером Євгеном Шнейдером в 1939 році на кіностудії «Союздитфільм». Перша режисерська робота Євгена Шнейдера. Прем'єра фільму відбулася 25 серпня 1939 року.

## Сюжет
Дія фільму починається під час першотравневого параду на Червоній площі, де документальні кадри вміло змонтовані з ігровими — марширують стрункі колони бійців Червоної армії з гвинтівками наперевагу, на трибуні Мавзолею — радісні Ворошилов і Будьонний, натовп на гостьових трибунах… Іноземні військові аташе з кислими обличчями дивляться на досягнення радянської військової промисловості, а коли над площею з'являються літаки, дехто з них навіть з огидою починає сякатися, аби сховати обличчя в хустку і не підняти очі вгору, на диво червоної авіації. На параді в Москві з нагоди свята 1-го травня був представлений літак нової конструкції професора Боголюбова, який літає вище і швидше за всіх інших. Агенти іноземної розвідки і досвідчений шпигун, вирішують викрасти креслення новинки авіапрому СРСР і підібратися до військових секретів через дочку професора Надійку, студентку консерваторії, наречений якої давно завербований, і маленького сина Андрійка, захопленого дресируванням вівчарки, щоб відправити її на кордон, де служить його старший брат. Через нареченого і вівчарку шпигуни і готуються влізти в сім'ю професора. Вони відправляються на дачу до головного конструктора, куди той виїхав з дружиною і дітьми. Але планам шпигунів не дано збутися, креслення не потраплять в руки ворогів, тому що за їх діями пильно стежить лейтенант Михайлов, співробітник державної безпеки, молодий вдівець і батько-одинак.

## У ролях
- Микола Свободін — Микита Дмитрович Боголюбов, авіаконструктор, професор-винахідник
- Тамара Альцева —  Надюша, дочка професора, студентка консерваторії
- Володимир Тумалар'янц —  Андрійко, син професора
- Андрій Абрикосов —  Микола Михайлов, лейтенант держбезпеки
- Віктор Селезньов —  Вітя, син Михайлова
- Костянтин Нассонов —  Петров, майор держбезпеки
- Михайло Трояновський —  рибалка
- Олександр Громов —  рибалка
- Валентина Куїнджі —  дружина професора Боголюбова (немає в титрах)
- Семен Корнєв —  військовий аташе іноземної держави
- Павло Массальский —  кореспондент іноземної газети
- Віктор Кулаков —  Анатолій Миколайович Свентицький, студент консерваторії
- Андрій Файт —  офіціант
- Борис Петкер —  дядько Вася, клоун і дресирувальник собак
- Михайло Румянцев —  клоун в цирку (немає в титрах)
- Лідія Драновська —  глядачка в цирку (немає в титрах)
- Кларін Фролова-Воронцова —  глядачка в цирку (немає в титрах)
- Людмила Шагалова —  глядачка в цирку (немає в титрах)
- Василь Краснощоков — епізод (немає в титрах)

## Знімальна група
- Автор сценарію: Ігор Савченко
- Режисер-постановник: Євген Шнейдер
- Помічник режисера: З. Данилова
- Асистенти режисера: Г. Заргар'ян, М. Мохов
- Оператор: Олександр Шеленков
- Асистенти оператора: Іоланда Чен, Д. Сорокін
- Художник: Людмила Блатова
- Асистент художника: А. Шелапутіна
- Гример-художник: А. Іванов
- Фотограф-художник: М. Бохонов
- Звукооператор: М. Писарєв
- Композитор: Володимир Юровський
- Текст пісень: Павло Герман
- Монтаж: С. Таланова
- Асистент з монтажу: Г. Шимкович
- Бригадир-освітлювач: А. Ліфшиц
- Адміністратор: Я. Звонков
- Директор: Я. Свєтозаров